# Gestelztes Einhaus
Als gestelztes Einhaus bezeichnet man ein Bauernhaus, bei dem der Stall unter dem Wohnteil liegt. Diese Anordnung wird als Reduktionsform von größeren Anlagen betrachtet, die hauptsächlich im südwestdeutschen Raum als Ergebnis der Realerbteilung entstand.

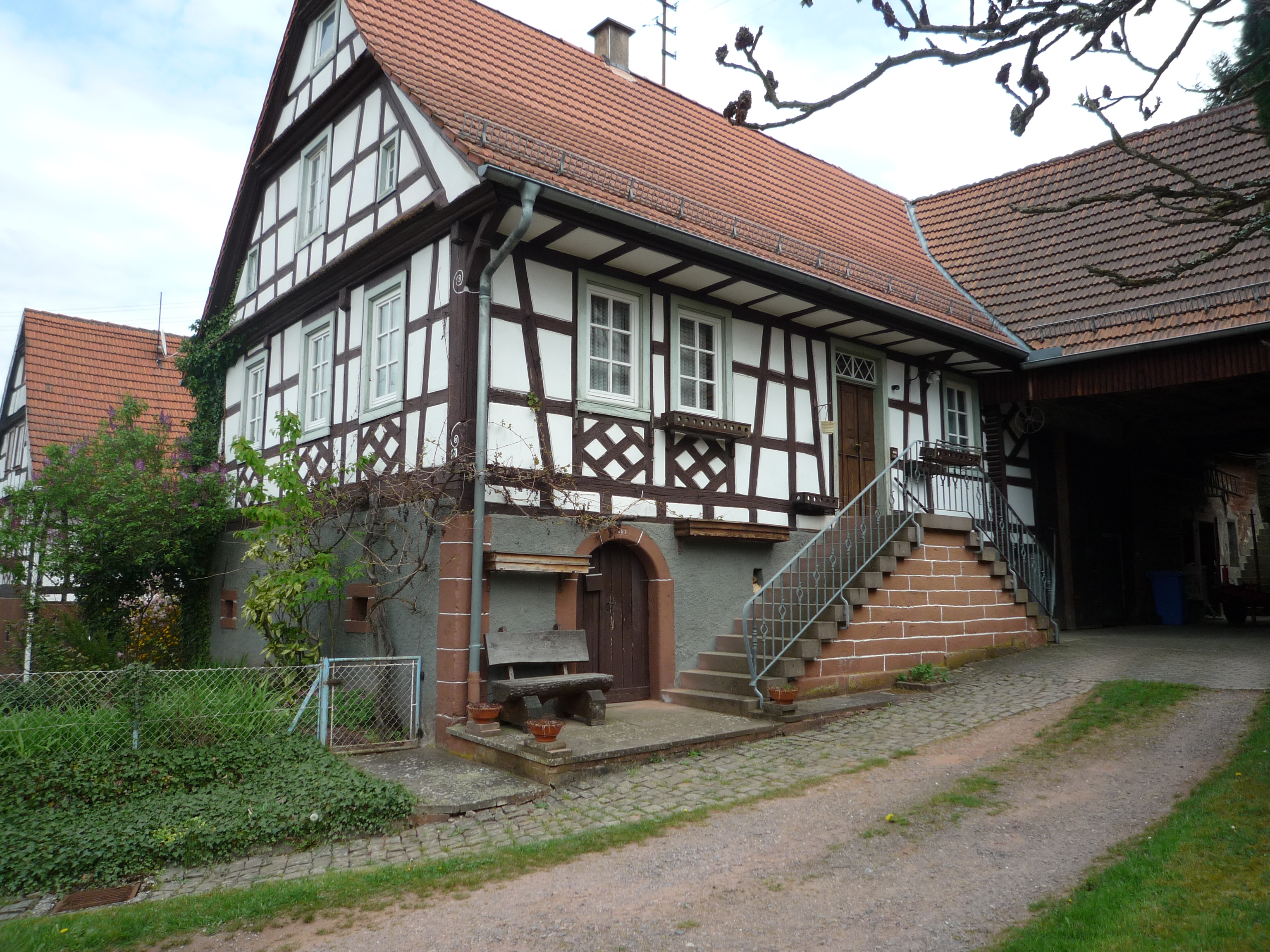
Gestelztes Fachwerkhaus im Dorfkern von Rumbach

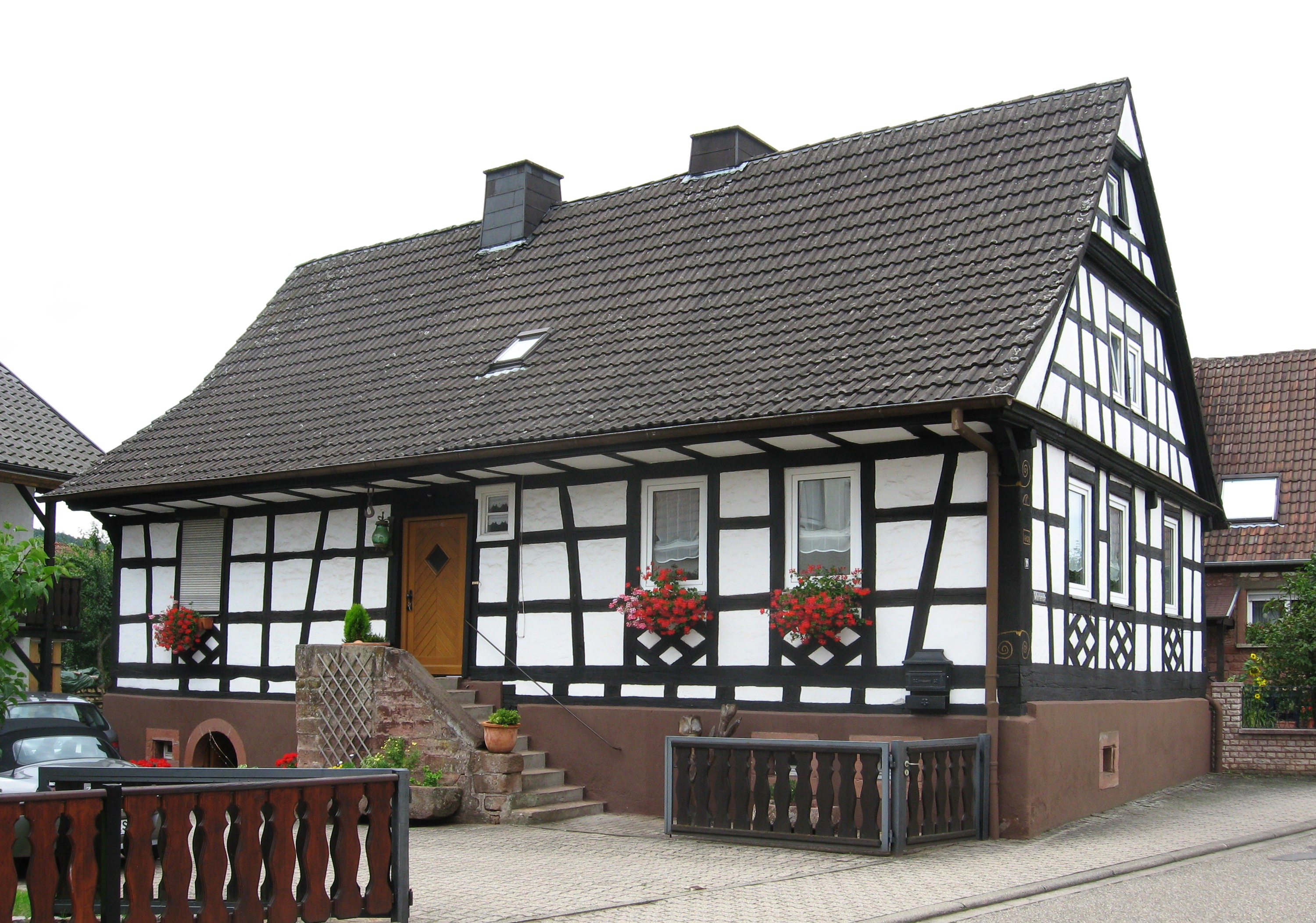
Gestelztes Einhaus in Fischbach bei Dahn

Der Bauform nach handelt es sich um einen Einfirsthof. Häufig ist das Untergeschoss (Keller und Stall) in Bruchstein ausgeführt, das Obergeschoss (Wohnteil) in Fachwerkbauweise.

## Regionale Verteilung
Gestelzte Einfirsthöfe kommen hauptsächlich in hängigem Gelände vor. Im Pfälzerwald, im Nordschwarzwald sowie in den Nordvogesen sind sie weit verbreitet. Hier führte die Realerbteilung zu kleinen Betriebseinheiten mit entsprechend kleinem überbauten Raum.

### Im Pfälzerwald

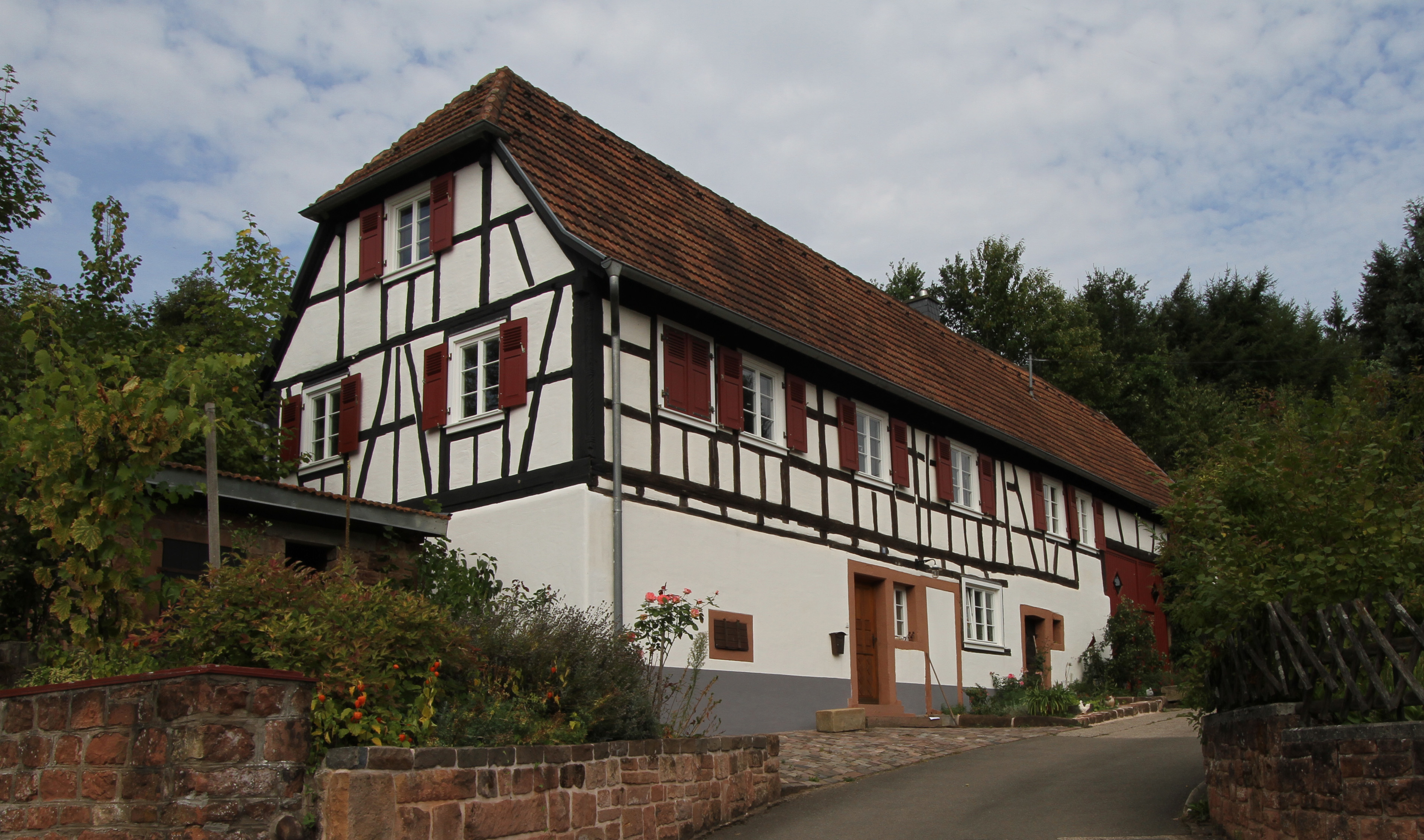
Erlenbach bei Dahn
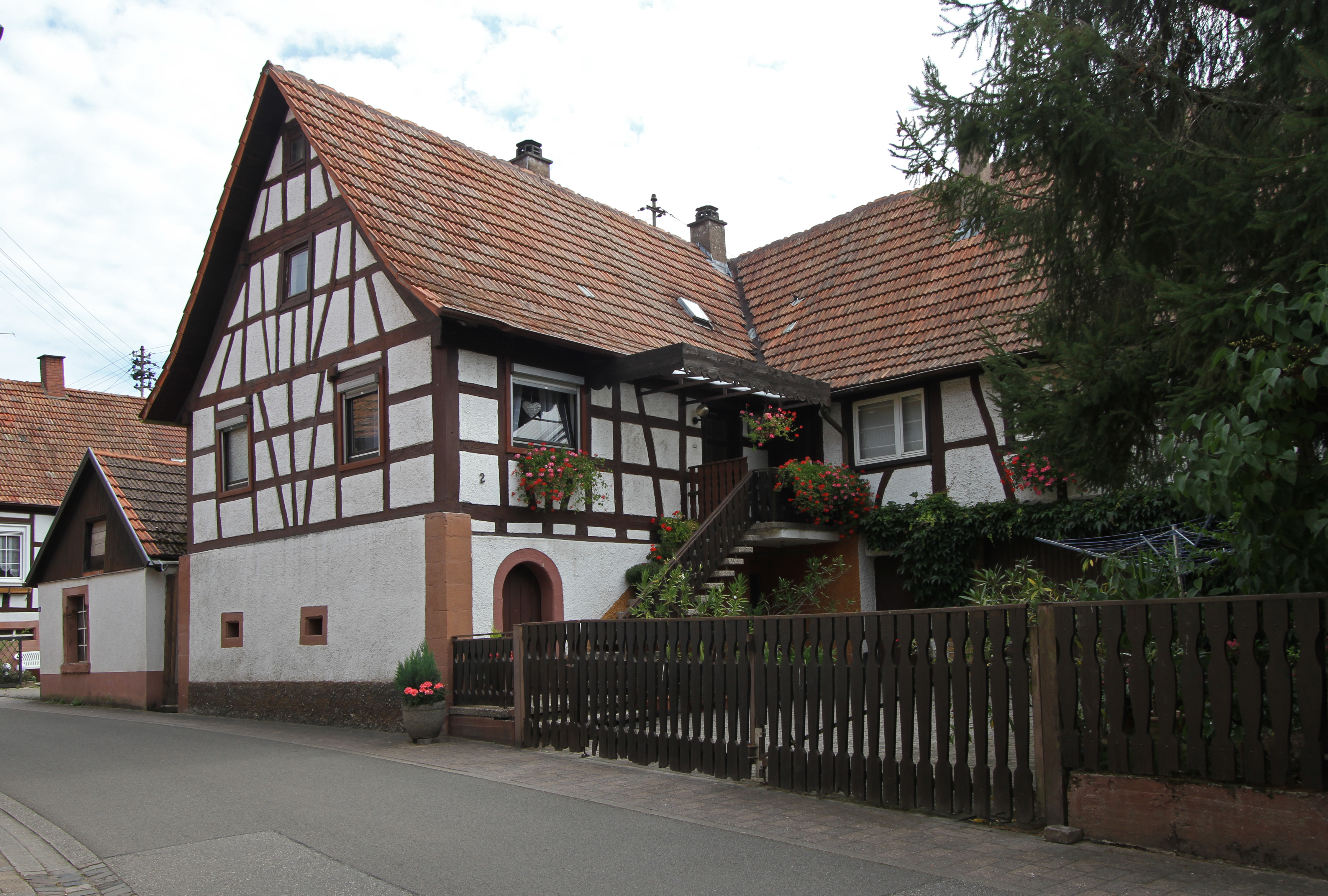
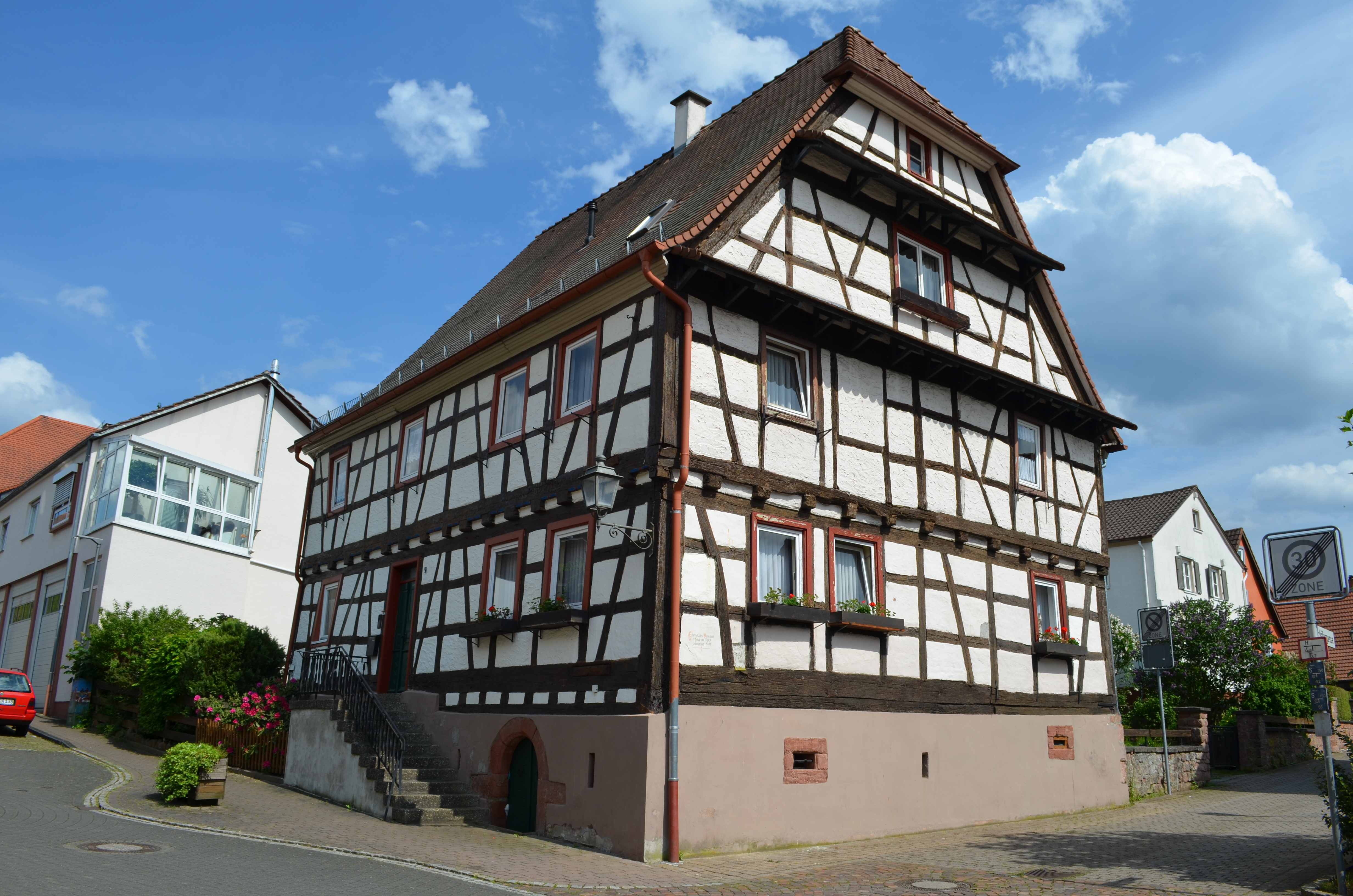
Dahn

### Im Nordschwarzwald

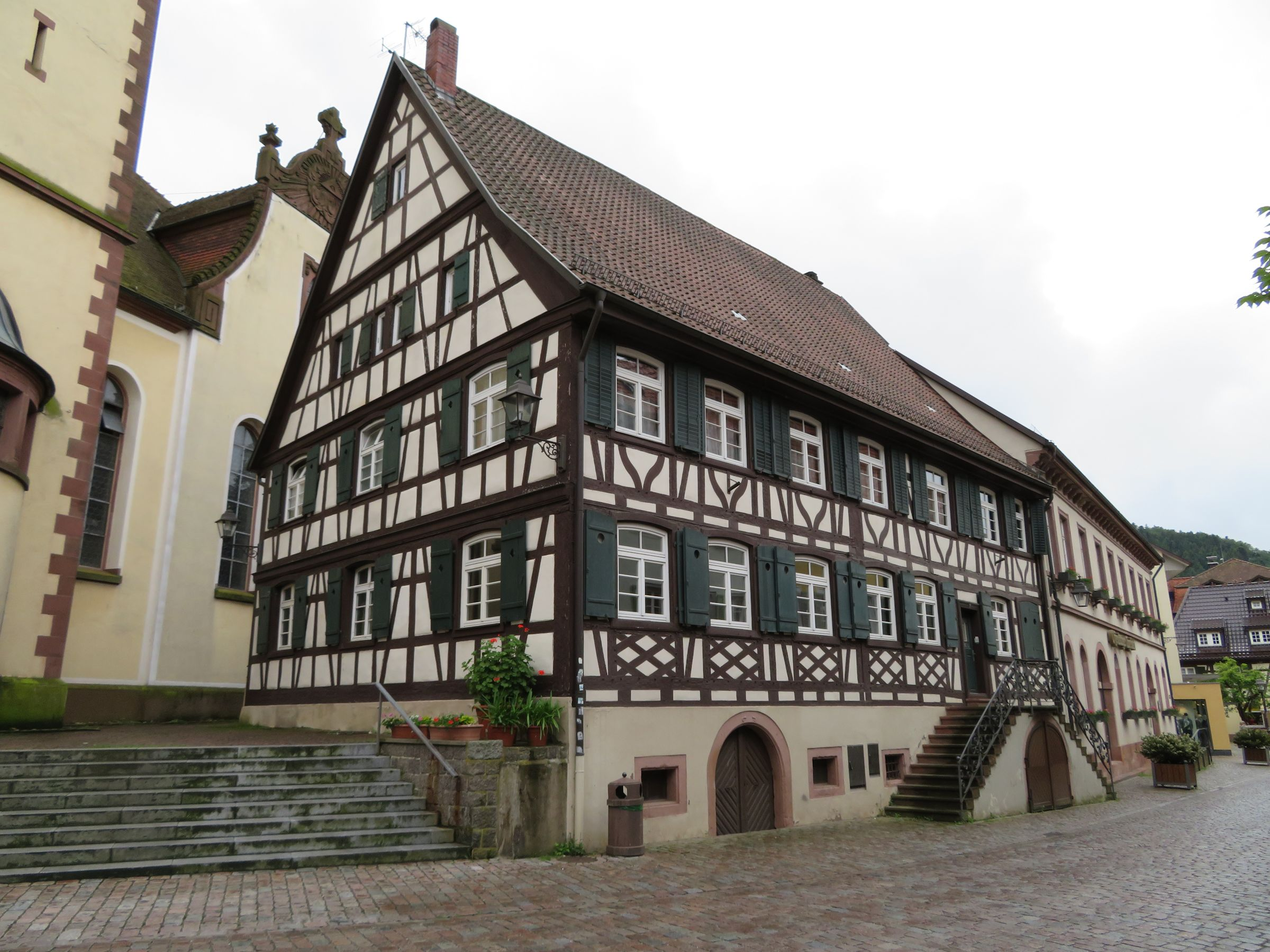
Haslach im Kinzigtal

### In den Nordvogesen

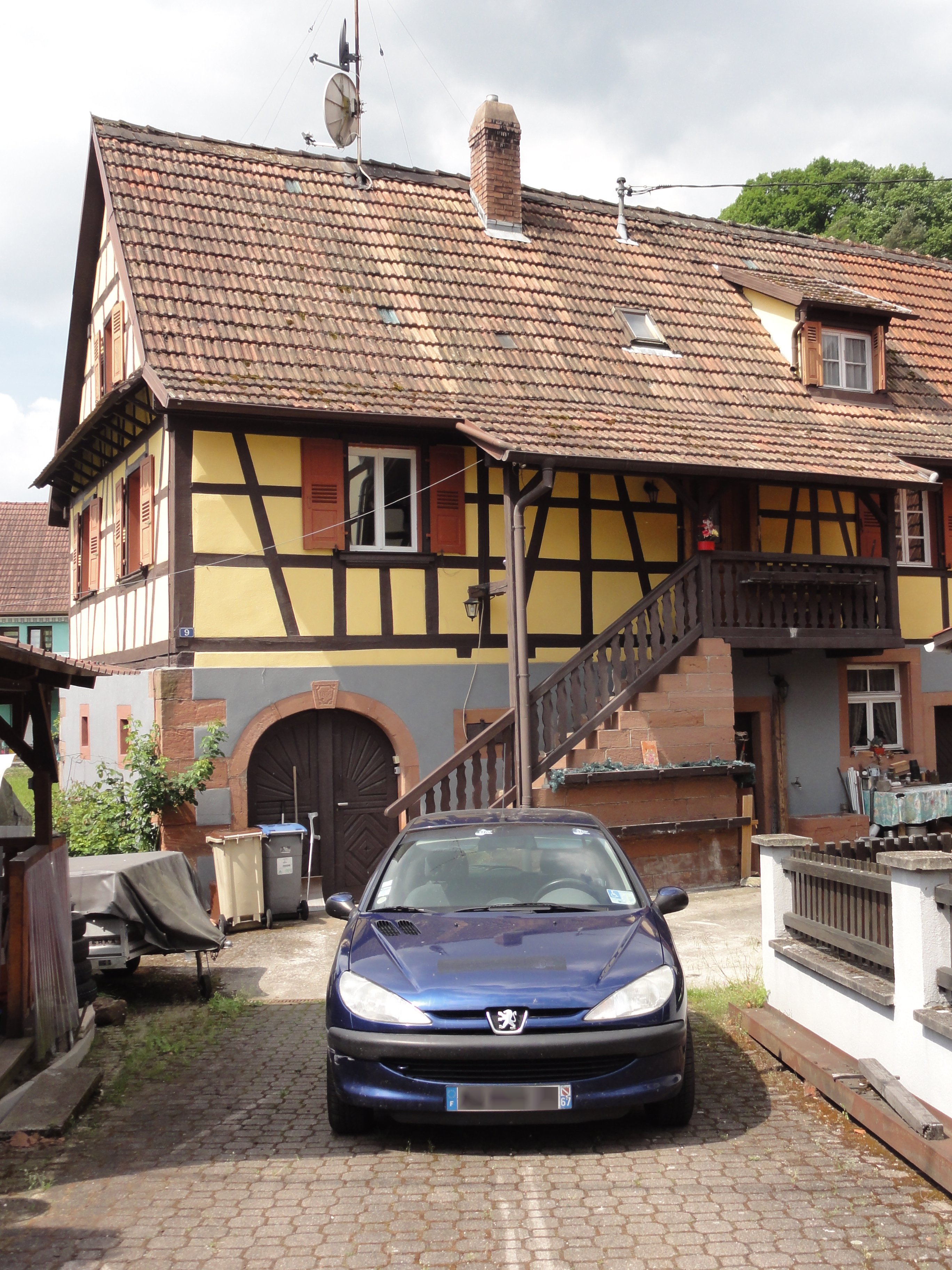
Rothbach (Bas-Rhin)
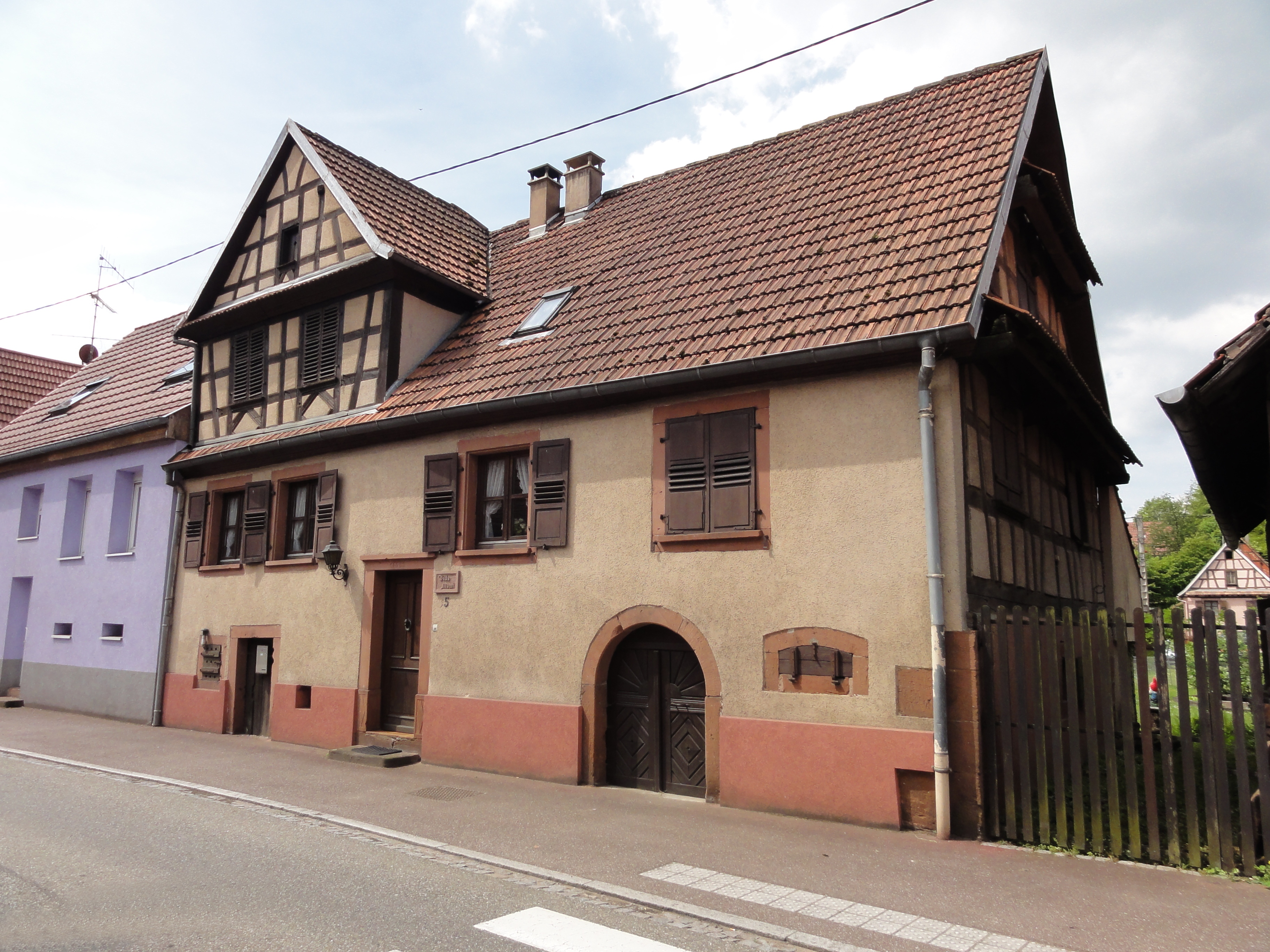